# جورج سينغلتون
جورج سينغلتون (بالإنجليزية: George Singleton)‏ هو كاتب أمريكي، ولد في 1958 في آناهايم في الولايات المتحدة.